# Alberto Hozven
Alberto Hozven Azaola Marino chileno. En 1931, al estallar la llamada Sublevación de la Escuadra, era capitán de navío de la Armada de Chile, comandante del acorazado Almirante Latorre y comodoro de la agrupación o flotilla conocida como Escuadra de Instrucción, anclada en Coquimbo para prácticas y maniobras. Su buque se convirtió en cuartel general de la marinería y su "Estado Mayor de las Tripulaciones". Antes de que comenzara el conflicto se había mostrado duro frente a la posibilidad sugerida de cursar un reclamo al gobierno de Manuel Trucco por la rebaja de sueldos del 30% que motivó el malestar de la gente embarcada, calificando esas solicitudes de "antipatrióticas".
- Datos: Q5663131